# Szent Miklós-fatemplom (Bágyon)
A bágyoni Szent Miklós-fatemplom műemlékké nyilvánított épület Romániában, Kolozs megyében. A romániai műemlékek jegyzékében a  CJ-II-m-B-07522 sorszámon szerepel.